# UEFA Europa League 2022-2023 (fase a gironi)
La fase a gironi della UEFA Europa League 2022-2023 si è disputata tra l'8 settembre e il 3 novembre 2022. Hanno partecipato a questa fase della competizione 32 club: 16 di essi si sono qualificati alla successiva fase a eliminazione diretta, che condurrà alla finale di Budapest del 31 maggio 2023.

## Date
| Fase          | Sorteggio                                 | Turno            | Data              |
| ------------- | ----------------------------------------- | ---------------- | ----------------- |
| Fase a gironi | 26 agosto 2022, ore 13:00 CEST (Istanbul) | Prima giornata   | 8 settembre 2022  |
| Fase a gironi | 26 agosto 2022, ore 13:00 CEST (Istanbul) | Seconda giornata | 15 settembre 2022 |
| Fase a gironi | 26 agosto 2022, ore 13:00 CEST (Istanbul) | Terza giornata   | 6 ottobre 2022    |
| Fase a gironi | 26 agosto 2022, ore 13:00 CEST (Istanbul) | Quarta giornata  | 13 ottobre 2022   |
| Fase a gironi | 26 agosto 2022, ore 13:00 CEST (Istanbul) | Quinta giornata  | 27 ottobre 2022   |
| Fase a gironi | 26 agosto 2022, ore 13:00 CEST (Istanbul) | Sesta giornata   | 3 novembre 2022   |

## Formato
In ogni gruppo le squadre si affrontano secondo la formula del girone all'italiana. La prima classificata di ciascun gruppo accede agli ottavi di finale della fase a eliminazione diretta. La seconda classificata accede agli spareggi della fase a eliminazione diretta. La terza classificata accede agli spareggi della fase a eliminazione diretta della UEFA Europa Conference League e la quarta classificata è eliminata.
Nel caso che due o più squadre finiscano a pari punti nel girone, vengono adottati i seguenti criteri in ordine di importanza per stabilire le posizioni nella classifica finale del gruppo:
1. Il maggior numero di punti ottenuti negli scontri diretti fra le squadre finite a pari punti;
2. Nel caso di ulteriore parità: la migliore differenza reti negli scontri diretti fra le squadre finite a pari punti;
3. Nel caso di ulteriore parità: il maggior numero di reti segnate negli scontri diretti fra le squadre finite a pari punti;
4. Nel caso di ulteriore parità si prendono in esame tutte le partite disputate nel gruppo, comprese quelle con le squadre che non sono finite a pari punti;
5. La migliore differenza reti in tutte le partite disputate nel gruppo;
6. Nel caso di ulteriore parità: il maggior numero di reti segnate in tutte le partite disputate nel gruppo;
7. Nel caso di ulteriore parità: il maggior numero di reti segnate in tutte le partite disputate fuori casa nel gruppo;
8. Nel caso di ulteriore parità: il maggior numero di vittorie conseguite in tutte le partite disputate nel gruppo;
9. Nel caso di ulteriore parità: il maggior numero di vittorie conseguite in tutte le partite disputate fuori casa nel gruppo;
10. Nel caso di ulteriore parità avranno una migliore classifica le squadre con meno punti di penalità derivanti dai cartellini gialli e rossi ricevuti durante le partite della fase a gironi: 3 punti per ogni cartellino rosso, 1 punto per ogni cartellino giallo e 3 punti per l'espulsione dovuta a due cartellini gialli;
11. Nel caso di ulteriore parità avranno una migliore classifica le squadre con il miglior coefficiente UEFA.

## Squadre
| Legenda                                                                                                  |
| --- |
| Primi classificati (agli ottavi di finale della fase a eliminazione diretta)                             |
| Secondi classificati (agli spareggi della fase a eliminazione diretta)                                   |
| Terzi classificati (agli spareggi della fase a eliminazione diretta della UEFA Europa Conference League) |
| Quarti classificati (eliminati)                                                                          |

| Squadre        | Coeff   |
| Urna 1         | Urna 1  |
| -------------- | ------- |
| Roma           | 100.000 |
| Manchester Utd | 105.000 |
| Arsenal        | 80.000  |
| Lazio          | 53.000  |
| Braga          | 46.000  |
| Stella Rossa   | 46.000  |
| Dinamo Kiev    | 44.000  |
| Olympiacos     | 41.000  |

| Squadre       | Coeff  |
| Urna 2        | Urna 2 |
| ------------- | ------ |
| Feyenoord     | 40.000 |
| Rennes        | 33.000 |
| PSV           | 33.000 |
| Monaco        | 26.000 |
| Real Sociedad | 26.000 |
| Qarabağ       | 25.000 |
| Malmö FF      | 23.500 |
| Ludogorec     | 23.000 |

| Squadre          | Coeff  |
| Urna 3           | Urna 3 |
| ---------------- | ------ |
| Sheriff Tiraspol | 22.500 |
| Betis            | 21.000 |
| Midtjylland      | 19.000 |
| Bodø/Glimt       | 17.000 |
| Ferencváros      | 15.500 |
| Union Berlino    | 15.042 |
| Friburgo         | 15.042 |
| Fenerbahçe       | 14.500 |

| Squadre              | Coeff  |
| Urna 4               | Urna 4 |
| -------------------- | ------ |
| Nantes               | 12.016 |
| HJK                  | 8.500  |
| Sturm Graz           | 7.770  |
| AEK Larnaca          | 7.500  |
| Omonia               | 7.000  |
| Zurigo               | 7.000  |
| Union Saint-Gilloise | 6.120  |
| Trabzonspor          | 5.500  |

## Sorteggio
| Gruppo | 1ª fascia      | 2ª fascia     | 3ª fascia        | 4ª fascia            |
| ------ | -------------- | ------------- | ---------------- | -------------------- |
| A      | Arsenal        | PSV           | Bodø/Glimt       | Zurigo               |
| B      | Dinamo Kiev    | Rennes        | Fenerbahçe       | AEK Larnaca          |
| C      | Roma           | Ludogorec     | Betis            | HJK                  |
| D      | Braga          | Malmö FF      | Union Berlino    | Union Saint-Gilloise |
| E      | Manchester Utd | Real Sociedad | Sheriff Tiraspol | Omonia               |
| F      | Lazio          | Feyenoord     | Midtjylland      | Sturm Graz           |
| G      | Olympiacos     | Qarabağ       | Friburgo         | Nantes               |
| H      | Stella Rossa   | Monaco        | Ferencváros      | Trabzonspor          |

## Risultati

### Gruppo A
| Squadra    | Pt | G | V | N | P | GF | GS | DG  |
| ---------- | -- | - | - | - | - | -- | -- | --- |
| Arsenal    | 15 | 6 | 5 | 0 | 1 | 8  | 3  | +5  |
| PSV        | 13 | 6 | 4 | 1 | 1 | 15 | 4  | +11 |
| Bodø/Glimt | 4  | 6 | 1 | 1 | 4 | 5  | 10 | -5  |
| Zurigo     | 3  | 6 | 1 | 0 | 5 | 5  | 16 | -11 |

| Arbitro: | Mohammed Al-Hakim |

|                    |           |                            |
| Kryeziu 44’ (rig.) | Marcatori | 16’ Marquinhos 62’ Nketiah |

| Arbitro: | Georgi Kabakov |

|           |           |             |
| Gakpo 62’ | Marcatori | 44’ Grønbæk |

| Arbitro: | Stéphanie Frappart |

|                                |           |             |
| Selnæs 54’ (aut.) Vetlesen 58’ | Marcatori | 81’ Avdijaj |

| Arbitro: | William Collum |

|           |           |                                              |
| Okita 87’ | Marcatori | 10’, 15’ Vertessen 21’, 55’ Gakpo 35’ Simons |

| Arbitro: | Harm Osmers |

|                                    |           |  |
| Nketiah 23’ Holding 27’ Vieira 84’ | Marcatori |  |

| Arbitro: | Irfan Peljto |

|  |           |          |
|  | Marcatori | 24’ Saka |

| Arbitro: | Ali Palabıyık |

|                                                        |           |  |
| Gutiérrez 9’ Veerman 15’, 55’ Sangaré 34’ El Ghazi 84’ | Marcatori |  |

| Arbitro: | Alejandro Hernández Hernández |

|           |           |  |
| Xhaka 71’ | Marcatori |  |

| Arbitro: | Jevhen Aranovs'kyj |

|                                    |           |                  |
| Boranijašević 67’ Marchesano 90+4’ | Marcatori | 45+1’ Pellegrino |

| Arbitro: | Marco Di Bello |

|                         |           |  |
| Veerman 55’ De Jong 63’ | Marcatori |  |

| Arbitro: | Erik Lambrechts |

|             |           |  |
| Tierney 17’ | Marcatori |  |

| Arbitro: | Donatas Rumšas |

|              |           |                                  |
| Žugelj 90+3’ | Marcatori | 36’ (aut.) Sampsted 52’ Bakayoko |

### Gruppo B
| Squadra     | Pt | G | V | N | P | GF | GS | DG |
| ----------- | -- | - | - | - | - | -- | -- | -- |
| Fenerbahçe  | 14 | 6 | 4 | 2 | 0 | 13 | 7  | +6 |
| Rennes      | 12 | 6 | 3 | 3 | 0 | 11 | 8  | +3 |
| AEK Larnaca | 5  | 6 | 1 | 2 | 3 | 7  | 10 | -3 |
| Dinamo Kiev | 1  | 6 | 0 | 1 | 5 | 5  | 11 | -6 |

| Arbitro: | Giorgi Kruashvili |

|              |           |                           |
| Sanjurjo 33’ | Marcatori | 29’ Theate 90+4’ Assignon |

| Arbitro: | Tamás Bognár |

|                              |           |              |
| Henrique 35’ Batshuayi 90+1’ | Marcatori | 63’ Cyhankov |

| Arbitro: | Jakob Kehlet |

|  |           |            |
|  | Marcatori | 8’ Gyurcsó |

| Arbitro: | Aljaksej Kul'bakoŭ |

|                       |           |                                   |
| Terrier 52’ Majer 54’ | Marcatori | 60’ Kahveci 90+2’ (rig.) Valencia |

| Arbitro: | José María Sánchez Martínez |

|                      |           |              |
| Terrier 23’ Doué 89’ | Marcatori | 33’ Cyhankov |

| Arbitro: | Chris Kavanagh |

|                                |           |  |
| Batshuayi 26’ Mamas 79’ (aut.) | Marcatori |  |

| Arbitro: | Serdar Gözübüyük |

|  |           |          |
|  | Marcatori | 48’ Wooh |

| Arbitro: | Paweł Raczkowski |

|                       |           |                                     |
| Tričkovski 52’ (rig.) | Marcatori | 16’ João Pedro 80’ (rig.) Batshuayi |

| Arbitro: | Novak Simović |

|                               |           |                            |
| Valencia 42’ Zajc 82’ Mor 88’ | Marcatori | 5’, 30’ Gouiri 16’ Terrier |

| Arbitro: | John Beaton |

|                           |           |                             |
| Altman 26’, 72’ Lopes 53’ | Marcatori | 45’ Vanat 82’, 90+2’ Harmaš |

| Arbitro: | Duje Strukan |

|  |           |                      |
|  | Marcatori | 23’ Güler 45+2’ Arão |

| Arbitro: | Mohammed Al-Hakim |

|            |           |           |
| Abline 17’ | Marcatori | 76’ Lopes |

### Gruppo C
| Squadra   | Pt | G | V | N | P | GF | GS | DG  |
| --------- | -- | - | - | - | - | -- | -- | --- |
| Betis     | 16 | 6 | 5 | 1 | 0 | 12 | 4  | +8  |
| Roma      | 10 | 6 | 3 | 1 | 2 | 11 | 7  | +4  |
| Ludogorec | 7  | 6 | 2 | 1 | 3 | 8  | 9  | -1  |
| HJK       | 1  | 6 | 0 | 1 | 5 | 2  | 13 | -11 |

| Arbitro: | Craig Pawson |

|                      |           |                |
| Cauly 72’ Nonato 88’ | Marcatori | 86’ Shomurodov |

| Arbitro: | Roi Reinshreiber |

|  |           |                                |
|  | Marcatori | 45+3’ (rig.), 64’ Willian José |

| Arbitro: | Andris Treimanis |

|                                           |           |                         |
| Luiz Henrique 25’ Joaquín 39’ Canales 59’ | Marcatori | 45+1’ Despodov 74’ Rick |

| Arbitro: | Radu Petrescu |

|                                       |           |  |
| Dybala 47’ Pellegrini 49’ Belotti 68’ | Marcatori |  |

| Arbitro: | Jevhen Aranovs'kyj |

|             |           |             |
| Hetemaj 55’ | Marcatori | 10’ Tissera |

| Arbitro: | Matej Jug |

|                   |           |                                 |
| Dybala 34’ (rig.) | Marcatori | 40’ Rodríguez 88’ Luiz Henrique |

| Arbitro: | Anastasios Sidīropoulos |

|             |           |             |
| Canales 34’ | Marcatori | 53’ Belotti |

| Arbitro: | Kristo Tohver |

|                     |           |  |
| Gruper 38’ Rick 64’ | Marcatori |  |

| Arbitro: | Harald Lechner |

|  |           |           |
|  | Marcatori | 56’ Fekir |

| Arbitro: | Tiago Martins |

|             |           |                                 |
| Hetemaj 54’ | Marcatori | 41’ Abraham 62’ (aut.) Hoskonen |

| Arbitro: | Nikola Dabanović |

|                                               |           |          |
| Pellegrini 56’ (rig.), 65’ (rig.) Zaniolo 85’ | Marcatori | 41’ Rick |

| Arbitro: | William Collum |

|                             |           |  |
| Ruibal 20’, 40’ Fekir 90+3’ | Marcatori |  |

### Gruppo D
| Squadra              | Pt | G | V | N | P | GF | GS | DG |
| -------------------- | -- | - | - | - | - | -- | -- | -- |
| Union Saint-Gilloise | 13 | 6 | 4 | 1 | 1 | 11 | 7  | +4 |
| Union Berlino        | 12 | 6 | 4 | 0 | 2 | 4  | 2  | +2 |
| Braga                | 10 | 6 | 3 | 1 | 2 | 9  | 7  | +2 |
| Malmö FF             | 0  | 6 | 0 | 0 | 6 | 3  | 11 | -8 |

| Arbitro: | Duje Strukan |

|  |           |                                |
|  | Marcatori | 30’ Rodrigues 70’ (rig.) Horta |

| Arbitro: | Serhij Bojko |

|  |           |           |
|  | Marcatori | 39’ Lynen |

| Arbitro: | Bartosz Frankowski |

|                                    |           |                            |
| Burgess 17’ Teuma 69’ Boniface 71’ | Marcatori | 6’ Ceesay 57’ Kiese Thelin |

| Arbitro: | Filip Glova |

|                    |           |  |
| Vitor Oliveira 77’ | Marcatori |  |

| Arbitro: | Halil Umut Meler |

|  |           |            |
|  | Marcatori | 68’ Becker |

| Arbitro: | Stéphanie Frappart |

|          |           |                    |
| Ruiz 49’ | Marcatori | 86’, 90+4’ Nilsson |

| Arbitro: | Əliyar Ağayev |

|                               |           |                       |
| Boniface 20’, 62’ Vanzeir 49’ | Marcatori | 15’, 36’, 41’ Vitinha |

| Arbitro: | Aleksandar Stavrev |

|                   |           |  |
| Knoche 89’ (rig.) | Marcatori |  |

| Arbitro: | Roi Reinshreiber |

|  |           |                     |
|  | Marcatori | 10’ Teuma 41’ Amani |

| Arbitro: | Craig Pawson |

|                   |           |  |
| Knoche 68’ (rig.) | Marcatori |  |

| Arbitro: | Andris Treimanis |

|  |           |           |
|  | Marcatori | 6’ Michel |

| Arbitro: | Ruddy Buquet |

|                     |           |            |
| Horta 36’ Djaló 55’ | Marcatori | 77’ Sejdiu |

### Gruppo E
| Squadra          | Pt | G | V | N | P | GF | GS | DG |
| ---------------- | -- | - | - | - | - | -- | -- | -- |
| Real Sociedad    | 15 | 6 | 5 | 0 | 1 | 10 | 2  | +8 |
| Manchester Utd   | 15 | 6 | 5 | 0 | 1 | 10 | 3  | +7 |
| Sheriff Tiraspol | 6  | 6 | 2 | 0 | 4 | 4  | 10 | -6 |
| Omonia           | 0  | 6 | 0 | 0 | 6 | 3  | 12 | -9 |

| Arbitro: | Marco Di Bello |

|  |           |                   |
|  | Marcatori | 59’ (rig.) Méndez |

| Arbitro: | Rade Obrenovič |

|  |           |                                        |
|  | Marcatori | 2’ Akanbi 55’ (rig.) Atiemwen 76’ Diop |

| Arbitro: | Paweł Raczkowski |

|  |           |                               |
|  | Marcatori | 17’ Sancho 39’ (rig.) Ronaldo |

| Arbitro: | Kristo Tohver |

|                         |           |           |
| Guevara 30’ Sørloth 80’ | Marcatori | 72’ Bruno |

| Arbitro: | Harald Lechner |

|  |           |                         |
|  | Marcatori | 53’ Silva 62’ Elustondo |

| Arbitro: | João Pinheiro |

|                               |           |                               |
| Ansarifard 34’ Panagiōtou 85’ | Marcatori | 53’, 84’ Rashford 63’ Martial |

| Arbitro: | Jérôme Brisard |

|                 |           |  |
| McTominay 90+3’ | Marcatori |  |

| Arbitro: | Enea Jorgji |

|                                    |           |  |
| Sørloth 45+1’ Rico 66’ Navarro 81’ | Marcatori |  |

| Arbitro: | Anastasios Sidīropoulos |

|                                    |           |  |
| Dalot 44’ Rashford 65’ Ronaldo 81’ | Marcatori |  |

| Arbitro: | Tamás Bognár |

|  |           |                          |
|  | Marcatori | 45+2’ Navarro 60’ Méndez |

| Arbitro: | Georgi Kabakov |

|  |           |              |
|  | Marcatori | 17’ Garnacho |

| Arbitro: | Fran Jović |

|            |           |  |
| Akanbi 88’ | Marcatori |  |

### Gruppo F
| Squadra     | Pt | G | V | N | P | GF | GS | DG |
| ----------- | -- | - | - | - | - | -- | -- | -- |
| Feyenoord   | 8  | 6 | 2 | 2 | 2 | 13 | 9  | +4 |
| Midtjylland | 8  | 6 | 2 | 2 | 2 | 12 | 8  | +4 |
| Lazio       | 8  | 6 | 2 | 2 | 2 | 9  | 11 | -2 |
| Sturm Graz  | 8  | 6 | 2 | 2 | 2 | 4  | 10 | -6 |

| Arbitro: | Ricardo de Burgos Bengoetxea |

|                                              |           |                         |
| Luis Alberto 4’ Anderson 15’ Vecino 28’, 63’ | Marcatori | 69’ (rig.), 88’ Giménez |

| Arbitro: | Əliyar Ağayev |

|           |           |  |
| Emegha 8’ | Marcatori |  |

| Arbitro: | Nikola Dabanović |

|                                                                      |           |                      |
| Paulinho 26’ Kaba 30’ Evander 52’ (rig.) Isaksen 67’ Sviatchenko 72’ | Marcatori | 57’ Milinković-Savić |

| Arbitro: | Jérôme Brisard |

|                                                                    |           |  |
| Jahanbakhsh 9’, 41’ Hancko 31’ Pereira 34’ Giménez 66’ Idrissi 78’ | Marcatori |  |

| Graz 6 ottobre 2022, ore 18:45 CEST 3ª giornata | Sturm Graz     | 0 – 0 referto | Lazio | Stadion Graz-Liebenau (14 171 spett.)\| Arbitro: \| Benoît Bastien \| |
| Arbitro:                                        | Benoît Bastien |               |       |                                                                       |

| Arbitro: | Mohammed Al-Hakim |

|                         |           |                                |
| Isaksen 54’ Juninho 85’ | Marcatori | 23’ Szymański 45’ (rig.) Kökçü |

| Arbitro: | Rade Obrenovič |

|                       |           |                              |
| Timber 32’ Hancko 48’ | Marcatori | 16’ Martínez 58’ Sviatchenko |

| Arbitro: | Sascha Stegemann |

|                               |           |                 |
| Immobile 45’ (rig.) Pedro 71’ | Marcatori | 56’, 83’ Bøving |

| Arbitro: | Daniel Stefański |

|                                |           |            |
| Milinković-Savić 36’ Pedro 58’ | Marcatori | 8’ Isaksen |

| Arbitro: | Espen Eskås |

|                   |           |  |
| Kiteishvili 90+3’ | Marcatori |  |

| Arbitro: | Matej Jug |

|                 |           |  |
| Dreyer 15’, 72’ | Marcatori |  |

| Arbitro: | Irfan Peljto |

|             |           |  |
| Giménez 64’ | Marcatori |  |

### Gruppo G
| Squadra    | Pt | G | V | N | P | GF | GS | DG  |
| ---------- | -- | - | - | - | - | -- | -- | --- |
| Friburgo   | 14 | 6 | 4 | 2 | 0 | 13 | 3  | +10 |
| Nantes     | 9  | 6 | 3 | 0 | 3 | 6  | 11 | -5  |
| Qarabağ    | 8  | 6 | 2 | 2 | 2 | 9  | 5  | +4  |
| Olympiacos | 2  | 6 | 0 | 2 | 4 | 2  | 11 | -9  |

| Arbitro: | Harald Lechner |

|                            |           |                        |
| Mohamed 32’ Guessand 90+3’ | Marcatori | 50’ (aut.) Moutoussamy |

| Arbitro: | Erik Lambrechts |

|                          |           |             |
| Grifo 7’ (rig.) Dōan 15’ | Marcatori | 39’ Vešović |

| Arbitro: | Matej Jug |

|  |           |                                |
|  | Marcatori | 5’ Höfler 25’, 52’ Gregoritsch |

| Arbitro: | Enea Jorgji |

|                                   |           |  |
| Owusu 60’ Zoubir 65’ Janković 72’ | Marcatori |  |

| Arbitro: | Irfan Peljto |

|  |           |                                    |
|  | Marcatori | 68’ Owusu 82’ Vešović 86’ Şeydayev |

| Arbitro: | Glenn Nyberg |

|                      |           |  |
| Kyereh 48’ Grifo 72’ | Marcatori |  |

| Arbitro: | Horațiu Feșnic |

|  |           |                                                 |
|  | Marcatori | 26’ Kübler 71’ Gregoritsch 82’ Schade 87’ Jeong |

| Baku 13 ottobre 2022, ore 18:45 CEST 4ª giornata | Qarabağ      | 0 – 0 referto | Olympiacos | Stadio Tofiq Bəhramov (31 200 spett.)\| Arbitro: \| Craig Pawson \| |
| Arbitro:                                         | Craig Pawson |               |            |                                                                     |

| Arbitro: | Kristo Tohver |

|              |           |              |
| Kübler 90+3’ | Marcatori | 17’ El-Arabi |

| Arbitro: | Jakob Kehlet |

|                       |           |                   |
| Blas 16’ Ganago 90+5’ | Marcatori | 56’ (rig.) Ozobić |

| Arbitro: | Aljaksej Kul'bakoŭ |

|             |           |                     |
| Owusu 90+2’ | Marcatori | 25’ (rig.) Petersen |

| Arbitro: | Serhij Bojko |

|  |           |                      |
|  | Marcatori | 79’ Mohamed 90’ Blas |

### Gruppo H
| Squadra      | Pt | G | V | N | P | GF | GS | DG |
| ------------ | -- | - | - | - | - | -- | -- | -- |
| Ferencváros  | 10 | 6 | 3 | 1 | 2 | 8  | 9  | -1 |
| Monaco       | 10 | 6 | 3 | 1 | 2 | 9  | 8  | +1 |
| Trabzonspor  | 9  | 6 | 3 | 0 | 3 | 11 | 9  | +2 |
| Stella Rossa | 6  | 6 | 2 | 0 | 4 | 9  | 11 | -2 |

| Arbitro: | Harm Osmers |

|  |           |                   |
|  | Marcatori | 74’ (rig.) Embolo |

| Arbitro: | Fabio Maresca |

|                                 |           |                     |
| Nguen 5’, 44’ (rig.) Traoré 29’ | Marcatori | 39’ Gómez 71’ Bozok |

| Arbitro: | Sascha Stegemann |

|                          |           |             |
| Hamšík 16’ Trézéguet 68’ | Marcatori | 89’ Nikolić |

| Arbitro: | Espen Eskås |

|  |           |            |
|  | Marcatori | 79’ Vécsei |

| Arbitro: | Lawrence Visser |

|                                              |           |                  |
| Kanga 27’ (rig.), 60’ Mitrović 35’ Katai 50’ | Marcatori | 71’ Zachariassen |

| Arbitro: | Giorgi Kruashvili |

|                                         |           |               |
| Ben Yedder 14’, 45+2’ (rig.) Disasi 55’ | Marcatori | 72’ Bakasetas |

| Arbitro: | Jakob Kehlet |

|                                                   |           |  |
| Sarr 44’ (aut.) Hugo 48’ Bardhi 57’ Trézéguet 69’ | Marcatori |  |

| Arbitro: | Daniel Stefański |

|                            |           |              |
| Zachariassen 23’ Mmaee 61’ | Marcatori | 55’ Mitrović |

| Arbitro: | João Pinheiro |

|                     |           |               |
| Katai 37’ Pešić 64’ | Marcatori | 39’ Bakasetas |

| Arbitro: | Enea Jorgji |

|                  |           |                |
| Zachariassen 81’ | Marcatori | 31’ Ben Yedder |

| Arbitro: | Harm Osmers |

|              |           |  |
| Bakasetas 7’ | Marcatori |  |

| Arbitro: | Serdar Gözübüyük |

|                                       |           |                  |
| Volland 5’, 27’, 87’ Rodić 50’ (aut.) | Marcatori | 54’ (rig.) Kanga |